# ریچارد مورالز
ریچارد مورالز (انگلیسی: Richard Morales؛ زادهٔ ۲۱ فوریهٔ ۱۹۷۵) یک بازیکن فوتبال اهل اروگوئه است.
وی همچنین در تیم ملی فوتبال اروگوئه بازی کرده‌است.